# Les Monts d’Andaine
Les Monts d’Andaine ist eine französische Gemeinde mit 1.727 Einwohnern (Stand 1. Januar 2022) im Département Orne in der Region Normandie. Sie gehört zum Kanton La Ferté-Macé und zum Arrondissement Argentan.
Sie entstand als Commune nouvelle mit Wirkung vom 1. Januar 2016 durch die Zusammenlegung der bisherigen Gemeinden La Sauvagère und Saint-Maurice-du-Désert. Diese üben in der neuen Gemeinde den Status einer Commune déléguée aus. Der Verwaltungssitz befindet sich im Ort La Sauvagère.

## Gliederung
| Ortsteil                       | ehemaliger INSEE-Code | Fläche (km²) | Einwohnerzahl zum 1. Januar 2022 |
| ------------------------------ | --------------------- | ------------ | -------------------------------- |
| La Sauvagère (Verwaltungssitz) | 61463                 | 26,78        | 984                              |
| Saint-Maurice-du-Désert        | 61428                 | 11,30        | 743                              |

## Lage
Les Monts d’Andaine liegt rund 18 Kilometer südöstlich von Flers im Regionalen Naturpark Normandie-Maine. Das Gemeindegebiet wird vom Fluss Vée durchquert.